# Sainte-Marguerite (Haute-Loire)
Sainte-Marguerite é uma comuna francesa na região administrativa de Auvérnia-Ródano-Alpes, no departamento de Alto Loire. Estende-se por uma área de 5,43 km². Em 2010 a comuna tinha 46 habitantes (densidade: 8,5 hab./km²).